# Jens Nørgård-Sørensen
Jens Nørgård-Sørensen, född 31 juli 1954, död 7 augusti 2015, var en dansk slavist verksam vid Köpenhamns universitet.
Nørgård-Sørensen var utbildad vid Aarhus universitet, där han avlade kandidatexamen 1976 och magisterexamen 1981. Han blev filosofie doktor vid Köpenhamns universitet 1992. Han innehade olika befattningar vid detta lärosäte och utnämndes där till professor 2015, en månad innan sin död.
Nørgård-Sørensen intresserade sig bland annat för de slaviska språkens grammatik ur ett jämförande och diakroniskt perspektiv. Han bidrog med många artiklar inom slavistik till Den Store Danske Encyklopædi och var huvudredaktör för Scando-Slavica från 2005 fram till sin död.